# Greenville, Mississippi
Greenville är en stad i Washington County i delstaten Mississippi, USA med 34 400 invånare (2010). Greenville är administrativ huvudort i Washington County.